# Калина Ковачева
Калина Ковачева е българска писателка и поетеса.

## Биография
Родена е в плевенското село Божурлук. През 1950 г. семейството ѝ се премества в Свищов; където през 1961 г. завършва гимназията „Алеко Константинов“.
На два пъти започва да следва, но прекъсва: през 1961 година в София, в Минно-геоложкия институт, и през 1963 г. в Стопанска академия „Димитър А. Ценов“, Свищов. През 1964 г. става студентка във Великотърновския университет „Св. св. Кирил и Методий“.
Между 1968 и 1978 г. Ковачева работи във в. „Народна младеж“, а след това в списание „Лада“. Прави три пътувания из Хималаите: през 1985, 1987 и 1988 г. При третото пътуване сама изминава над 550 км.
Превежда (заедно с Екатерина Йосифова) от руски език „Криптограми на Изтока“ на Елена Рьорих (1993). Превежда също романа на Иван Шамякин „Търговката и поетът“ (2005), както и стихове от руски, френски и английски.

## Филмография
Като сценарист
- Търси се съпруг за мама (1985)
- Три Марии и Иван (1986)

## Награди
През 1997 г. става третият лауреат на конкурса „Златен ланец“, организиран от вестник „Труд“.
През 2006 г. е удостоена със Славейковата награда.